# A Aurora Fluminense
A Aurora Fluminense foi um periódico publicado na cidade do Rio de Janeiro, então capital imperial do Brasil, no século XIX.
Fundado pelo brasileiro José Apolinário Pereira de Morais, pelo médico francês José Francisco Xavier Sigaud e pelo professor Francisco Crispiniano Valdetaro, seu primeiro número veio a público em 21 de dezembro de 1827, no contexto da crise do Primeiro Reinado, expressando em sua linha editorial tendências antilusófonas. A eles se uniu Evaristo da Veiga, que em pouco tempo passou de colaborador a redator principal, e logo, seu único redator (1827-1835).
Evaristo da Veiga deu-lhe uma linha editorial liberal moderada, que se prolongou pelo Período Regencial. À época, foi o periódico de maior tiragem na capital.